# Comănești
Comănești (ungarisch Kománfalva) ist eine Stadt im Kreis Bacău in der historischen Region Moldau in Rumänien.

## Lage

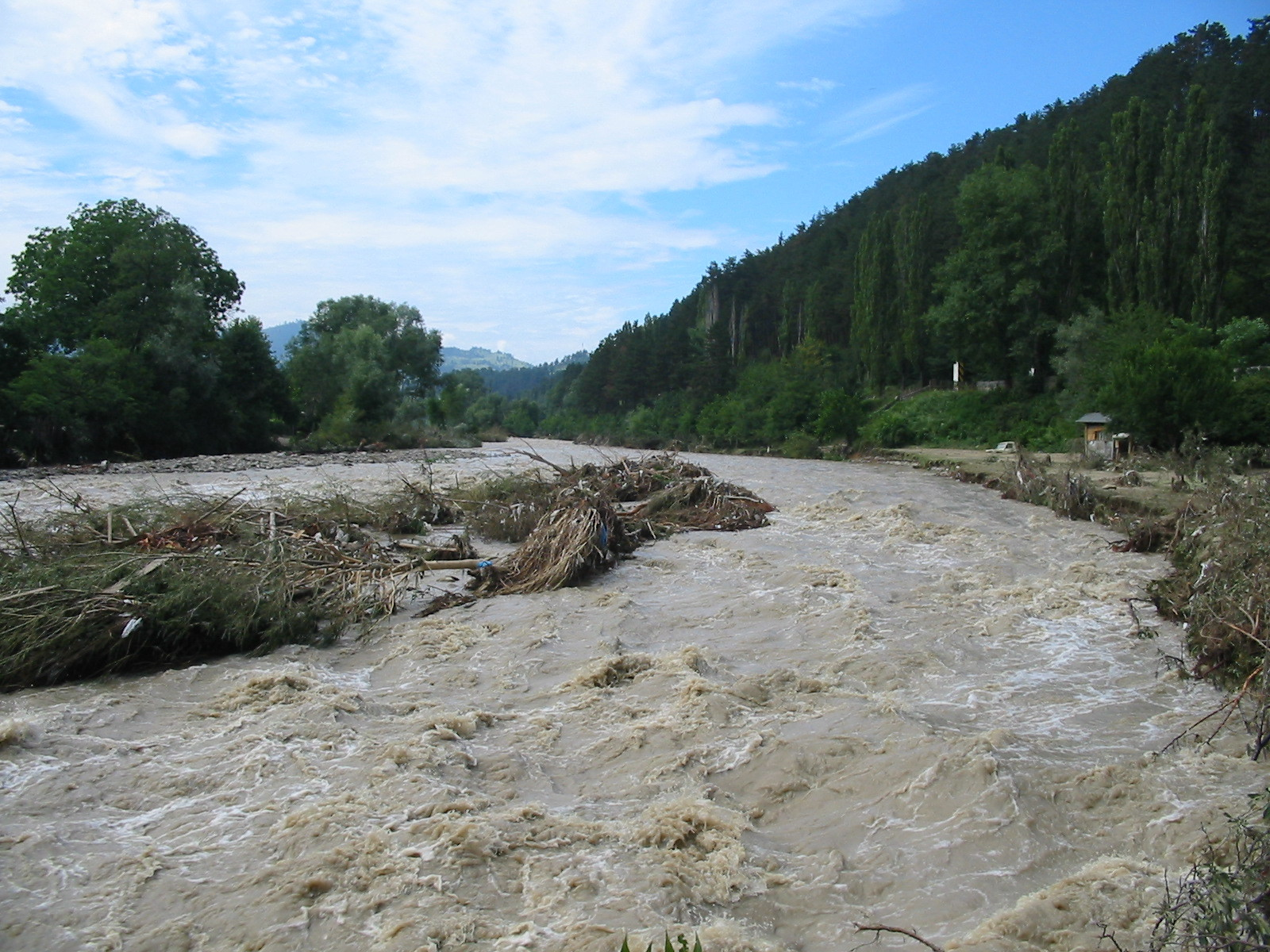
Der Trotuș in der Nähe von Comănești bei einem Hochwasser im Juli 2004

Comănești liegt am Fluss Trotuș am Ostrand der Karpaten in einem nach der Stadt benannten Talkessel (Depresiunea Comănești), zwischen den Gebirgen Tarcău im Nordwesten, Gosman im Norden, Berzunt im Osten und Ciuc im Südwesten. Die Kreishauptstadt Bacău befindet sich etwa 60 Kilometer nordöstlich von Comănești entfernt.

## Geschichte
Die Region von Comănești ist seit dem Neolithikum besiedelt. Die Ortschaft wurde im Jahr 1409 unter der Herrschaft des Moldau-Fürsten Alexandru cel Bun erstmals urkundlich erwähnt.
Vom 17. bis zur Mitte des 20. Jahrhunderts spielte im Ort die Adelsfamilie der Ghica eine bedeutende Rolle, die mehrere Fürsten der Moldau und Walachei stellte und die in Comănești ein Schloss besaß.
Die Nähe zu einem wichtigen Karpatenübergang (Pasul Ghimeș, 1155 m) begründete eine besondere strategische Bedeutung des Ortes. Im 19. und 20. Jahrhundert spielte der Bergbau eine wichtige Rolle; 2005 wurde die letzte Kohlegrube geschlossen. Seitdem sind die Forstwirtschaft und die holzverarbeitende Industrie die wichtigsten Wirtschaftszweige.
1952 erhielt Comănești den Status einer Stadt.

## Bevölkerung
Bei der Volkszählung 2002 lebten in Comănești 23.679 Personen, davon waren 23.166 Rumänen, 395 Roma, 69 Ungarn, neun Deutsche, drei Italiener, zwei Russen, zwei Griechen, zwei Polen, ein Chinese und 30 wurden ohne Ethnie registriert.

## Verkehr
Comănești hat an der Bahnstrecke Sfântu Gheorghe–Siculeni–Adjud einen Bahnhof für den Personenverkehr, an dem auch Schnellzüge halten. Des Weiteren bestehen gute Busverbindungen in die Kreishauptstadt Bacău. Durch die Stadt führt die Nationalstraße (Drum național) DN 12A, welche Miercurea Ciuc im Kreis Harghita mit Onești verbindet.

## Sehenswürdigkeiten

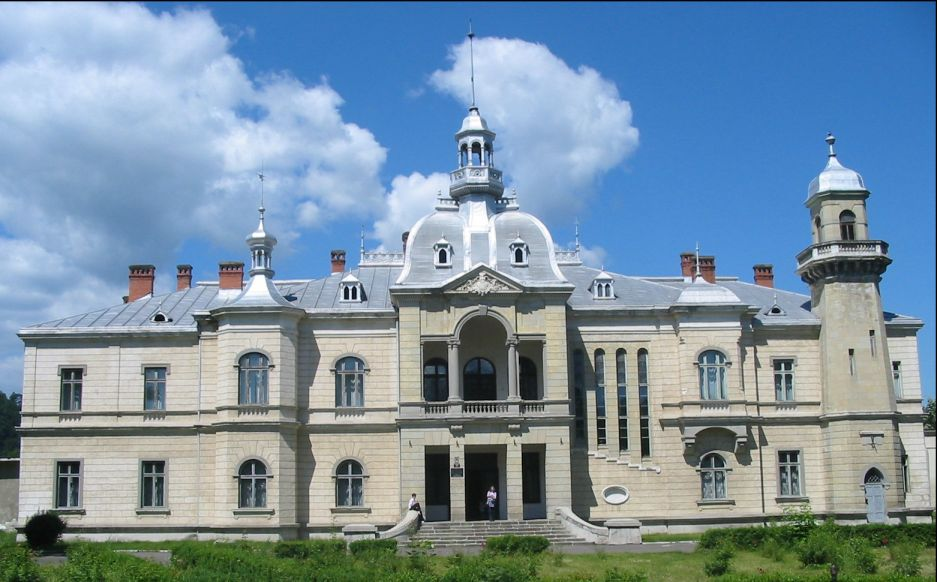
Ghica-Palast

Neben der landschaftlich reizvollen Umgebung ist der Ghica-Palast der touristische Hauptanziehungspunkt.

## Söhne und Töchter der Stadt
- Karl Halaunbrenner (1881–1938), Landesgendarm, NS-Opfer
- Ilie Verdeț (1925–2001), kommunistischer Politiker
- Anca Grigoraș (* 1957), Kunstturnerin
- Ionela Loaieș (* 1979), Kunstturnerin